# Julie Siegfried

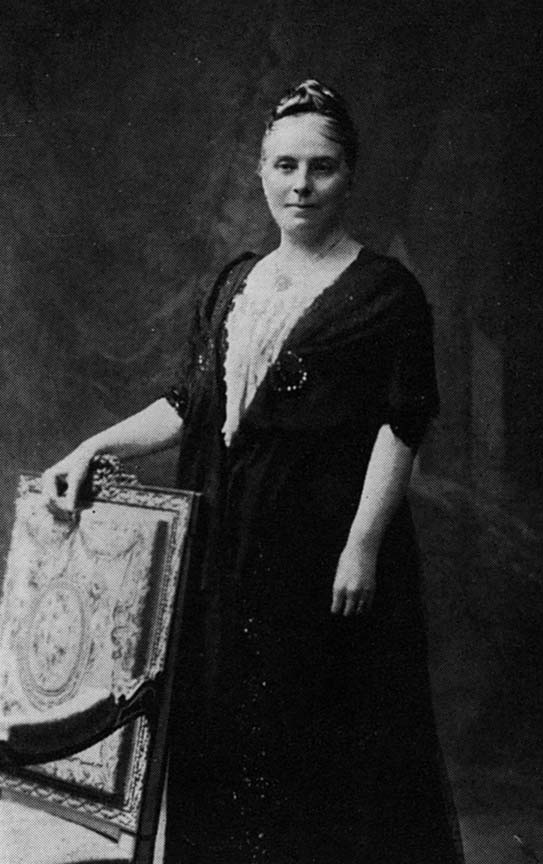
Julie Siegfried (omstreeks 1909).

Julie Siegfried (geboren als Julie Puaux, Luneray, 13 februari 1848 - Parijs, 28 mei 1922) was een Frans feministe. Ze was de echtgenote van de Franse politicus Jules Siegfried en ze zette zich samen met hem in voor sociale hervormingen en het vrouwenstemrecht.

## Biografie
Ze was de dochter van François Puaux, de dominee van Luneray in Normandië. Ze groeide op in een burgerlijk, republikeins milieu waarin het geloof centraal stond. Op 12 februari 1869 huwde ze in Alès met Jules Siegfried (1837-1922), een welgestelde, protestantse katoenhandelaar afkomstig uit  Mulhouse die zich had gevestigd in Le Havre.

### Sociaal werk
Het koppel deelde een diepgeworteld geloof dat hen aanzette om zich in te zetten voor de verbetering van het lot van de lagere sociale klassen. Ze wilden hen materieel maar ook moreel verheffen. Tussen 1878 en 1886 was haar echtgenoot burgemeester van Le Havre. Zijn aandachtspunten waren onderwijs, hygiëne en huisvesting. Samen met haar man stichtte ze in 1880 een beroepsschool voor meisjes. Julie Siegfried zette zich in voor sociale projecten in Le Havre, met name voor de bescherming van vrouwen en kinderen. Ze werd zich gewaar van de gevaren van alcoholisme en zou zich de rest van haar leven inzetten tegen alcoholmisbruik.
In 1886 werd Jules Siegfried verkozen in de Franse Chambre des Députés en het gezin verhuisde naar Parijs. Daar trok Julie Siegfried zich het lot aan van jonge vrouwen die naar de stad trokken op zoek naar werk. Ze zette zich in voor de organisatie van verenigingen en de bouw van opvanghuizen en zelfs vakantiekolonies voor deze vrouwen. 

### Feminisme

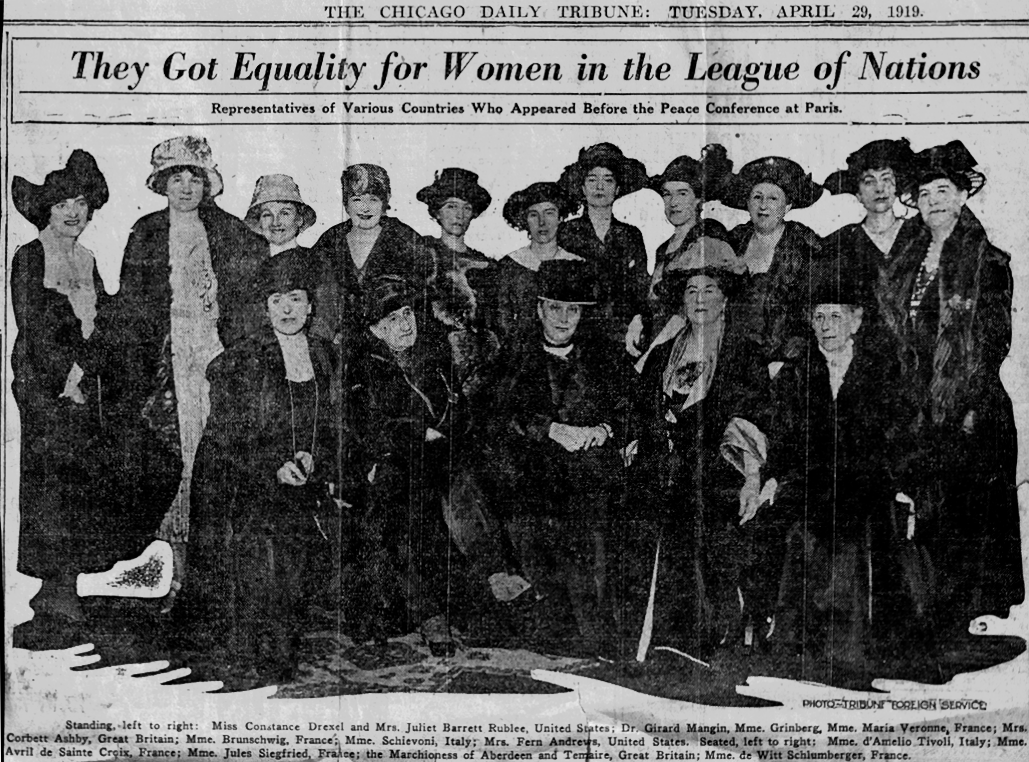
Deelneemsters van de Inter-Allied Women's Conference (1919). Julie Siegfried zit vooraan in het midden.

Vanaf 1889 nam Julie Siegfried deel aan de Congrès de Paris des Œuvres et Institutions féminines, voorgezeten door Jules Simon. In 1900 was ze betrokken bij de feministische congressen die in Parijs naar aanleiding van de Wereldtentoonstelling werden georganiseerd. Die leidden het jaar erop tot de oprichting van de Conseil national des femmes françaises (CNFF). Julie Siegfried was een van de stichtende leden. Deze vereniging zette zich in voor het stemrecht van vrouwen. Ze volgde in 1912 haar vriendin Sarah Monod op als voorzitster van deze vereniging en deze positie behield ze tot haar dood in 1922. Daarnaast was ze ook lid van de Union française pour le Suffrage des Femmes en was ze betrokken bij het Journal de la Femme. Ze was ook gedurende zes jaar vicevoorzitter van de Internationale Vrouwenraad.
In 1919 slaagde haar echtgenoot er niet in een wetsvoorstel voor vrouwenstemrecht goedgekeurd te krijgen in het Franse parlement.
Frans historica Delphine Diaz noemde het feminisme van Julie Siegfried burgerlijk. Ze ging verder dan de klassieke filantropie van vrouwen uit de welgestelde klasse, maar vrouwen mochten in Siegfrieds perspectief niet verzaken aan hun traditionele zorgende taken.

### Inzet tijdens de Eerste Wereldoorlog
In 1914 steunde ze met haar man de oprichting van een inlichtingenbureau dat tot doel had families te herenigen die uiteengerukt waren door de oorlog. Ze zette zich in voor de oorlogsvluchtelingen waaronder de Belgen die zich vestigden in de streek van Le Havre. In 1915 gaf ze een reeks lezingen in verschillende Franse steden waarin ze de Franse vrouwen opriep zich in te schakelen in de oorlogsinspanning.
Ze verzette zich als voorzitter van de CNFF tegen de vredesinitiatieven van het Internationaal Congres van Vrouwen dat in 1915 in Den Haag samenkwam. Ze weigerde aanwezig te zijn en noemde in een manifest eenzijdig pacifisme nutteloos en zelfs gevaarlijk. Zoals voor de meeste Franse feministes had voor Siegfried in oorlogstijd de trouw aan het vaderland voorrang op de strijd van de internationale beweging voor vrouwenrechten.

### Gezin
Het echtpaar Jules en Julie Siegfried kreeg tussen 1870 en 1895 zeven kinderen. Onder hen waren André Siegfried (1875), socioloog en historicus, en Ernest Siegfried, die sneuvelde tijdens de Eerste Wereldoorlog.
Ze overleed in 1922 enkele maanden na haar man en werd met hem begraven in Le Havre.

## Eerbewijs
In 1919 werd Julie Siegfried gedecoreerd als ridder in het Légion d'Honneur.